# 복날

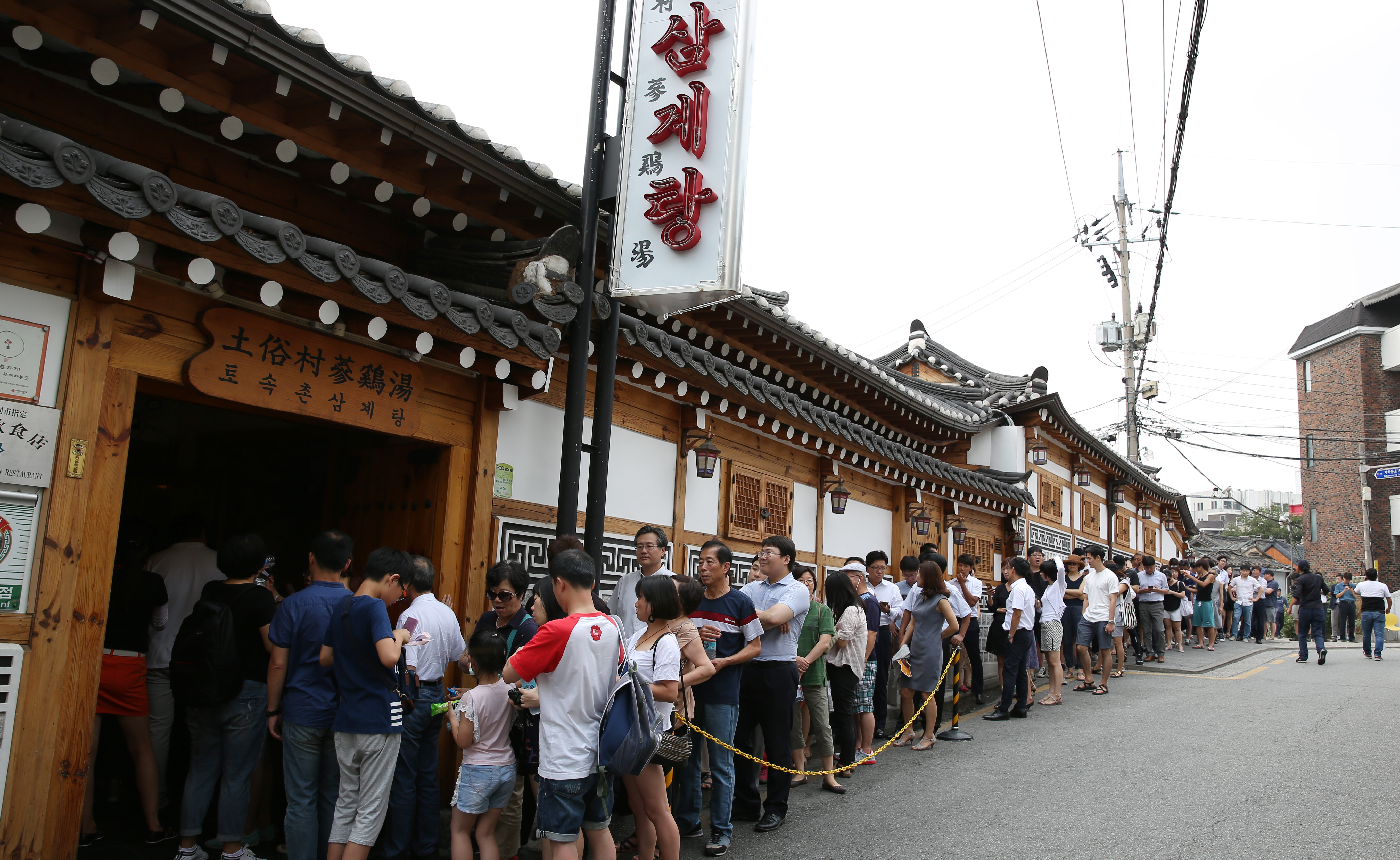
2016년 말복(양력 8월 16일)에 종로구의 삼계탕 전문 식당에서 줄을 서고 있는 사람들의 모습.

복날(伏날)은 매년 7월에서 8월 사이에 있는 초복(初伏)·중복(中伏)·말복(末伏)의 삼복(三伏)을 말한다.
삼복은 절기에 해당되지 않는다.
초복은 하지로부터 세 번째 경일(庚日), 중복은 네 번째 경일, 말복은 입추로부터 첫 번째 경일이다. 복날은 열흘 간격으로 초복에서 말복까지 20일이 걸리지만, 해에 따라서 중복과 말복 사이가 20일이 되기도 하며 이는 월복(越伏)이라고 한다. 하지가 경일이면 그 날을 첫 번째 경일로 셈한다.
삼복 기간은 여름철 중에서도 가장 더운 때이기도 하다. 초복은 대략 7월 11일부터 20일 사이로, 소서와 대서의 중간이며 본격적으로 더위가 시작되는 시기이다.
중국의 <사기(史記)>를 보면 진의 덕공(德公) 2년에 비로소 삼복이 시작되었다고 한다. 중국에서는 진·한나라 이후 삼복을 숭상하여 한때 조정에서 신하들에게 고기를 나누어 주었으며, 민간에서도 더운 여름에 식욕이 떨어지는 것을 보충하기 위하여 육류나 영양가 높은 음식을 먹었다.
대한민국에서는 삼계탕, 추어탕, 장어 등의 여름 보양식 소비량이 많은 기간이기도 하다.

## 도그 데이즈
서양 문화권에서도 일 년 중 가장 더운 때를 도그 데이즈(Dog days)라고 칭하는데, 이는 북반구의 한여름에 큰개자리 시리우스성이 태양에 근접하기 때문에 유래한 것으로 알려져 있다.

## 같이 보기
- 도그 데이즈 (Dog days) (7월 초~8월 초·중순 까지의 기간)
- 하지
- 소서
- 대서
- 입추

## 참고 문헌
- 이 문서에는 다음커뮤니케이션(현 카카오)에서 GFDL 또는 CC-SA 라이선스로 배포한 글로벌 세계대백과사전의 내용을 기초로 작성된 글이 포함되어 있습니다.